# 塔瓜斯科
22°0′18″N 79°15′54″W / 22.00500°N 79.26500°W
塔瓜斯科（西班牙語：Taguasco），是古巴的城鎮，位於該國中部，由聖斯皮里圖斯省負責管轄，面積518平方公里，海拔高度100米，2004年普查人口數為36,365人，人口密度每平方公里70.2人。

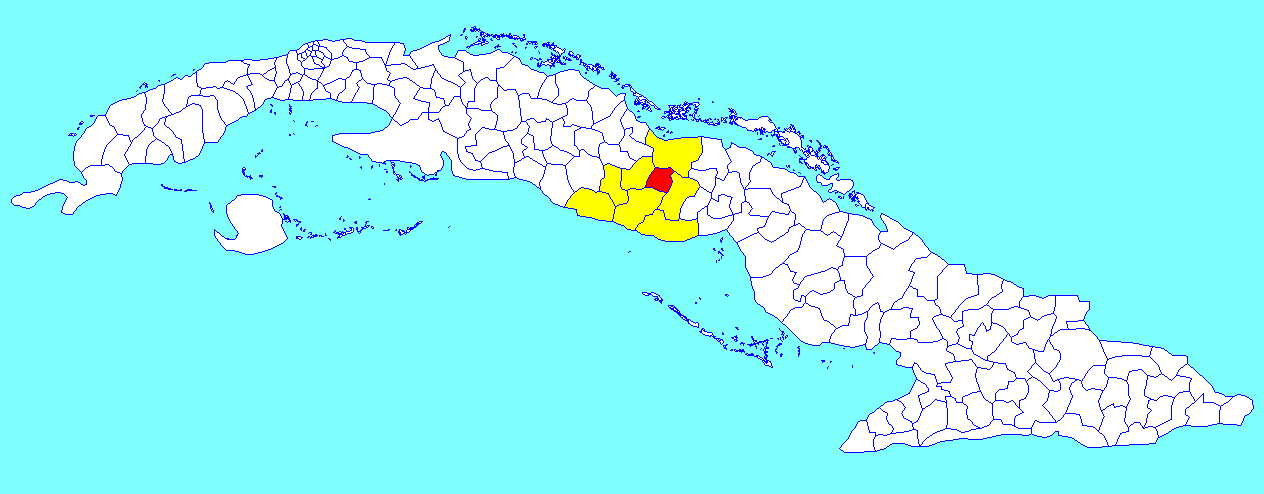